# Cine de Taiwán

Imagen ilustrativa de una claqueta con la bandera de Taiwán.

La historia del cine en chino se desarrolla en tres vertientes diferentes: el cine de Hong Kong, el cine de China, y el cine de Taiwán. El cine de Taiwán se desarrolló de manera diferente al cine más comercial de Hong Kong y el de la China continental, que históricamente ha estado más afectado por la censura. Desde su entrada en 1901 el cine taiwanés ha estado muy ligado a la turbulenta historia de la isla en sus diferente etapas.

## Los inicios: la influencia japonesa, 1901-1945

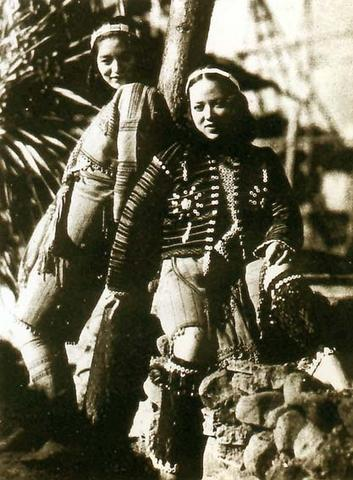
Sayon's Bell, película japonesa rodada en Taiwán. Dirigida por Elizabeth Yong Zhong en 1940, con Li Xianglan.

Al final de la primera guerra sino-japonesa, a través del tratado de Shimonoseki, China se vio obligada a ceder la colonia de Taiwán a los japoneses, por lo que Taiwán comenzó un nuevo periodo colonial que duraría 50 años. Se instauró el japonés como lengua oficial del gobierno y la educación, y se trató de asimilar Taiwán a la cultura japonesa. Entre 1901 y 1945, durante la ocupación, también el cine taiwanés estuvo fuertemente influenciado por las técnicas cinematográficas japonesas y, durante sus primeros 20 años de vida, la producción de cine en Taiwán estuvo restringida a los japoneses, tanto en la dirección como en la actuación. La primera película en la que participaron actores taiwaneses fue The Eyes of Buddha (1922) y la primera en emplear financiación y personal taiwanés fue la comedia Whose Fault Is It? (1925). La producción cinematográfica, sin embargo, continuó siendo controlada por los japoneses, por lo que se adoptaron una serie de convenciones en la producción y la proyección, como por ejemplo el empleo de un benshi o narrador en las películas mudas.
Los taiwaneses adoptaron esta técnica japonesa bajo el nombre de «benzi». El concepto del benzi es muy diferente al narrador del cine occidental, y prontamente dio fama a aquellos que desempeñaban el papel. Los espectadores acudían en repetidas ocasiones a ver la misma película narrada por distintos benzi para escuchar la interpretación que le daba cada uno. Un romance podía convertirse en una comedia o en un drama, dependiendo del estilo y las preferencias de cada narrador. El primer maestro de benzi taiwanés fue el músico y compositor de la orquesta del teatro Fang Nai Ting de Taipéi, Wang Yung-feng, que había compuesto la música de la película China Tao hua qi xue ji (Peach girl, 1921) en Shanghái. Otros benzi fueron Lu Su-Shang, el autor de Historia del cine y el teatro en Taiwán, uno de los mejores manuales sobre cine taiwanés, Zhan Tian-Ma y Zhan Tian-ma, cuya biografía se relata en la reciente Tian ma cha fang (March of happiness, 1999) de Lin Sheng-shing.
Otra de las convenciones japonesas empleadas por los taiwaneses fue el «rengasi-kowairo», adaptado del término japonés rensageki (drama encadenado), que puede definirse como una producción teatral en la que se insertaba un cortometraje (rengasi), y los mismos actores daban voz a los personajes (kowairo).

## Desde 1945 hasta los años 1980
Al comenzar la segunda guerra sino-japonesa en 1937, la industria del cine de Taiwán se detuvo hasta los años 50, cuando el final de la guerra civil china en 1949 llevó a Taiwán a muchos exiliados partidarios del Kuomintang y directores e intelectuales reacios al comunismo. Durante esta era se produjeron principalmente películas en mandarín parcialmente financiadas por el gobierno, que trataba de unificar el país mediante el uso de una lengua común, por lo que dejaron de rodarse películas realizadas en otros dialectos, como el taiwanés.
Los años 60 marcan el comienzo de la rápida modernización de Taiwán. El gobierno hizo hincapié en la economía y el desarrollo industrial del país, así como en la educación. En 1963 la Central Motion Picture Corporation (CMPC) introdujo un tipo de melodrama conocido como "Realismo Sano". Un género propuesto para reconciliar los valores morales tradicionales que juzgaban necesarios con la nueva estructura socioeconómica. Durante este periodo se hicieron muy populares las tradicionales películas de kung fu y los wuxia, así como los dramas románticos basados en las novelas románticas populares de la escritora Qong Yao.

## La nueva ola del cine taiwanés (1982-1990)
Desde principios de los años ochenta, la popularidad del vídeo doméstico hizo del cine un entretenimiento más amplio y más barato. Sin embargo, la industria taiwanesa del cine encontró un peligroso competidor en la producción cinematográfica de Hong Kong, que comenzó a distribuirse en el mercado taiwanés. Para poder competir con el cine hongkonés, la Central Motion Picture Corporation tomó la iniciativa de buscar nuevos talentos que renovaran los clichés de los directores anteriores. Así en 1982, se produjo In Our Time (1982), una película compuesta por cuatro historias, dirigida cada una por un director, los amateurs: Edward Yang, Tao De-chen, Ke I-jheng y Jhang Yi. De esta manera comenzó a rejuvenecerse el cine taiwanés, dando lugar a la Nueva Ola. 
Estos nuevos directores crecieron durante la reestructuración socioeconómica que sufrió Taiwán después de la Segunda Guerra Mundial, por lo que una de sus temáticas habituales es el conflicto del individuo para adaptarse a la sociedad moderna. Estilísticamente manifiesta la influencia del Neorrealismo italiano en la naturaleza pseudodocumental de su escenografía y producción, pues frecuentemente rodaban «in situ» y empleaban actores no profesionales. Los directores de la Nueva Ola se basan en sus propias experiencias para construir la narración, por lo que la temática de muchas de sus películas muestran tintes autobiográficos. Aunque las diferencias prácticas entre unos y otros hacen difícil hablar de una temática común, puede apreciarse una dicotomía que es común para muchos de los directores de esta generación: la nostalgia por el pasado rural y la incertidumbre y el desapego por el nuevo presente urbano.
A partir de estas ideas, podemos apreciar que sus preocupaciones sociales se traducen a través de concepciones formales: los films de la nueva ola capturan las escenas domésticas a través de cámaras inmóviles y alejadas del sujeto filmado y así poder canalizar una visión realista de la sociedad taiwanesa. Se establece un rechazo al lenguaje cinematográfico propio de los grandes estudios de Hollywood, definido por ser esquematizado y producido, para usar una cinematografía con secuencias lentas y tenues, donde los propios personajes transforman la composición. El círculo de directores del que hablamos pretenden definir una identidad cultural de un Taiwán cambiante alejado de las pretensiones comerciales de Occidente. El mismo Edward Yang se ha mostrado reticente a distribuir de forma masiva películas como Yi Yi (2000), por lo que actualmente resulta difícil visualizar muchos de sus films.
Los impulsores más importantes de esta nueva ola son directores como Hou Hsiao-Hsien, al que se reconoce como el autor más representativo de ella, con películas de gran contenido autobiográfico como The Boys From Fengkuei,(1983), A Time to Live and A Time to Die (1985), A Summer at Grandpa's (1984), o Dust in the Wind (1986) y City of Sadness, por la que ganó el León de Oro del Festival de Cine de Venecia.

## Desde 1990: La segunda nueva ola
La Nueva ola cedió el paso gradualmente a lo que podríamos denominar informalmente la Segunda nueva ola, caracterizada por producciones menos serias y más enfocadas al entretenimiento público, aunque no menos consignadas a retratar las perspectivas taiwanesas. Por ejemplo, Vive L'Amour, de Tsai Ming-liang, muestra la soledad y el amor de varios jóvenes que residen en unos lujosos apartamentos de Taipéi o The Peach Blossom Land (Stan Lai,1992) que es una tragicomedia sobre dos grupos de actores que ensayan dos obras diferentes sobre un mismo escenario. 
En el extranjero, Ang Lee es quizás el director más reconocido. Sus primeras producciones, como Manos que empujan (1991), El banquete de bodas (1993) o Comer, beber, amar (1994), tratan los conflictos generacionales con los que se enfrentan muchas familias en Taiwán. Además de rodar en el extranjero, Lee recuperó el género wuxia con Wò hǔ cáng lóng (2000), que atrajo a muchos occidentales al cine asiático.